# Société française de physique
Die Société française de physique (SFP) ist die 1873 gegründete französische physikalische Gesellschaft mit Sitz in Paris. Ihre Präsidentin ist Catherine Langlais.
Sie ist in Frankreich als gemeinnützig anerkannt (RUP). Die SFP ist Mehrheitsaktionär des Wissenschaftsverlags EDP Sciences (Édition Diffusion Presse Sciences), der ursprünglich 1920 als Verlag der Zeitschriften Journal de Physique und Le Radium gegründet wurde. Das Journal de Physique ging später im European Physical Journal auf, wie es auch andere europäische Physikzeitschriften taten. Ihre Hauszeitschrift sind die Reflets de la physique, die seit 1953 erscheinen.
Zu ihren Präsidenten zählten berühmte Physiker wie Gabriel Lippmann (1893), Henri Becquerel (1897), Jean Perrin (1929), Frédéric Joliot (1946), Louis de Broglie (1949), Alfred Kastler (1954), Louis Néel (1957), Pierre-Gilles de Gennes  (1982), Maurice Jacob (1985).

## Preise
- Gentner-Kastler-Preis mit der Deutschen Physikalischen Gesellschaft
- Holweck-Preis mit dem Institute of Physics (französisch-britischer Physikpreis)
- Prix Jean Ricard
- Prix Félix Robin
- Prix Spécial de la Société française de physique (Spezialpreis der Gesellschaft)
- Prix Louis Ancel für Festkörperphysik
- Prix Aimé Cotton für Optik
- Paul-Langevin-Preis für theoretische Physik
- Prix Joliot-Curie für Kernphysik und Teilchenphysik, benannt nach Irène Joliot-Curie (jährlich seit 1958)
- Prix Louis Néel für technologische Entwicklungen
- Prix Jean-Perrin für die Popularisierung der Wissenschaft